# Top Priority
Top Priority – dziesiąty album solowy Rory’ego Gallaghera z 1979 roku. Po zakończeniu trasy koncertowej po USA irlandzki gitarzysta zebrał bardzo pochlebne recenzje, dlatego jego wytwórnia płytowa obiecała zająć się nową płytą jako swoim najważniejszym projektem – stąd tytuł, „top priority” (ang. najwyższy priorytet).
W 1998 roku pojawiła się zremasterowana wersja Top Priority, zawierająca dwie dodatkowe piosenki: „Hellcat” i „The Watcher”.

## Lista utworów
Wszystkie utwory autorstwa Gallaghera.
| 1. | „Follow Me”          | 4:40  |
|    |                      |       |
| 2. | „Philby”             | 3:51  |
|    |                      |       |
| 3. | „Wayward Child”      | 3:31  |
|    |                      |       |
| 4. | „Key Chain”          | 4:09  |
|    |                      |       |
| 5. | „At the Depot”       | 2:56  |
|    |                      |       |
| 6. | „Bad Penny”          | 4:03  |
|    |                      |       |
| 7. | „Just Hit Town”      | 3:37  |
|    |                      |       |
| 8. | „Off the Handle”     | 5:36  |
|    |                      |       |
| 9. | „Public Enemy No. 1” | 3:46  |
|    |                      |       |
|    |                      | 36:09 |
|    |                      |       |

## Wykonawcy
- Rory Gallagher – wokal, gitary, harmonijka ustna
- Gerry McAvoy – gitara basowa
- Ted McKenna – bębny, instrumenty perkusyjne
- Tom Brock – mandolina